# Oyotunji
Oyotunji African Village é uma vila situada perto de Sheldon, Condado de Beaufort, Carolina do Sul fundada por Obá Efuntolá Osseijemã Adelabu Adefunmi I em 1970, no âmbito da iniciativa Novo Mundo Iorubá.
Abrange 27 milhas, com uma população que varia entre 5 a 9 famílias, nos últimos 10 anos. É promovida como uma autêntica vila iorubá e como um exemplo bem sucedido de pan-africanismo no Novo Mundo, e recebe turistas a todo o tempo, muitos dos quais são afro-americanos.
Foi originalmente destinado a ser localizado em Savannah (Georgia), mas acabou por ser resolvido em sua posição atual após disputas com vizinhos em Sheldon propriamente ditos, sobre as percussões e turistas.